# Jack Williamson
John Stewart Williamson (Bisbee, 29 de abril de 1908 - Portales, 10 de Novembro de 2006), mais conhecido como Jack Williamson, foi um escritor dos Estados Unidos especializado em ficção científica.
Williamson passou sua infância no Texas, mais tarde, em 1915, seus pais se mudaram para o Novo México em busca de terras melhores.